# Kunlun
A Kunlun (kínai: 崑崙山(脈) / 昆仑山(脉) Ázsia egyik leghosszabb hegysége, amely Kína nyugati részén terül el. Magashegység, csipkézett vonulatokkal, gleccserekkel. Tágabb értelemben a Pamírtól a Szecsuáni-medencéig közel 4000 km hosszan húzódó, kelet felé legyezőszerűen szétágazó láncok együttesét, míg szűkebb értelemben ennek csak nyugati felét nevezik így. Felépítését, formáit tekintve a Tien-san rokona: nagy átlagmagasságú, glaciálisan átformált, újra kiemelődött láncos röghegység.

## Leírása

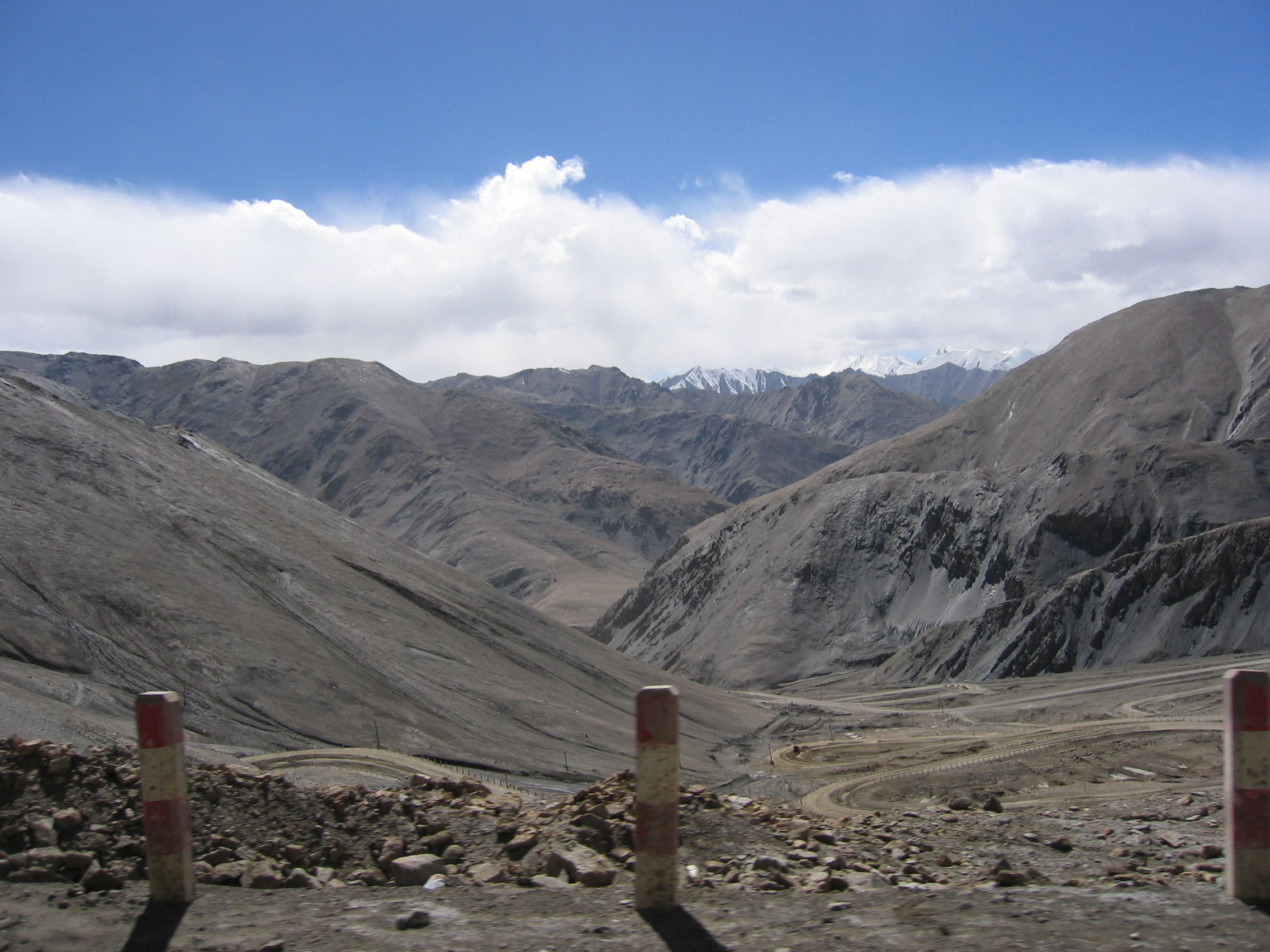
A Kunlun vonulatai

A Tibeti-fennsík északi peremét alkotja, a Karakorum hegységtől keletre. Nyugaton a Pamírhoz kapcsolódik, keleten a Jangcéig terjed. Törésekkel tagolt láncos röghegység. A hegyvonulat átlagos gerincmagassága 6000 méter körüli.
Legmagasabb pontja a Liushi Shan (más nevein: Liushi Feng, Kunlun I., angol: Kunlun Goddess) 7167 méter. 
A Tarim-medence és a Góbi felé meredek lejtőkkel szakad le, Tibet felől fokozatosan emelkedik. Láncai törmelékkel kitöltött kisebb-nagyobb medencéket fognak közre. Északra az Altin-tag és a Csilien (Qilian)-hegység (korábban Nansan) vonulatai ágaznak ki, és a Cajdam-medencét fogják közre. A lefolyástalan sós-agyagos medence legnagyobb része puszta, mocsárvidék.
Nyugati szakaszán a legmagasabb csúcs a Muztág Ata (7292 m), amelyet időnként a Pamir hegycsoportjához, időnként a Kunlunhoz számítanak. Itt a hegyvonulat meredek falakkal emelkedik a Tarim-medence fölé, a gleccserek olvadékvizeiből táplálkozó folyók mély, gyakran járhatatlan szurdokvölgyei tagolják. Tovább kelet-délkelet felé egyre jobban szétágazó, de még mindig 5000-6000 m fölé magasodó, glaciális jellegű láncai között ered a Sárga-folyó.